# 藤本裕 (放送作家)
藤本 裕（ふじもと ゆたか）は放送作家・ラジオパーソナリティ。CAMEYO所属。

## 経歴
千葉県出身。早稲田大学教育学部国語国文学科卒業。
ネットラジオ「南青山商品研究所」に研究員旧2号として出演している。
南青山商品研究所2007年10月8日の放送にて結婚報告。2009年3月4日に娘が生まれた。

## 出演番組
- 南青山商品研究所（ニコニコ生放送）

## 主な参加番組
- 全国高等学校クイズ選手権（日本テレビ）
- 釣り・ロマンを求めて（テレビ東京）
- ローカル路線バス乗り継ぎの旅（テレビ東京）
- 太川・蛭子のローカル鉄道寄り道旅（テレビ東京）